# Dragočaj
Dragočaj (cyr. Драгочај) – wieś w Bośni i Hercegowinie, w Republice Serbskiej, w mieście Banja Luka. W 2013 roku liczyła 2273 mieszkańców.